# نورياكي شيمورا
نورياكي شيمورا (باليابانية: 志村 典明) (مواليد 18 سبتمبر 1974)، هو لاعب كرة قدم سابق كان يلعب كمهاجم.